# Marlene Infante
Marlene Infante (21 dicembre 1952) è un'ex schermitrice cubana.

## Biografia
Ha partecipato ai Giochi della XX Olimpiade di Monaco di Baviera nel 1972.

## Palmarès
In carriera ha conseguito i seguenti risultati:
- Giochi Panamericani:

Cali 1971: argento nel fioretto a squadre.